# قائمة الصحفيين البرازيليين
- أموري ريبيرو جونيور
- آنا ماريا باهيانا
- آنا ماريا براغا
- آنا ماريا ماتشادو
- آنا باولا أراوجو
- آنا باولا بادراو
- أندريه نيتو
- أدالجيسا نيري
- أديسيا سا
- ألبرتو دينيس
- ألسيو أموروسو ليما
- أرتور دا تافولا
- أسيس شاتوبريان
- أوستريجيسيلو دي أثايد
- برناردو كارفاليو
- بوريس كاسوي
- كارلوس لاسيردا
- كارلوس ناسيمنتو
- سيد موريرا
- كلاوديو أبرامو
- كلوفيس بيفيلاكوا
- كارلوس هيتور كوني
- سيرو بيسوا
- كورنيليو بيريز
- كلاوديو توجنولي
- شيكو بينيرو
- كريستيانا لوبو
- كويلو نيتو
- دومينغو الزغاراي
- دولسي داماسينو دي بريتو
- إدغار لوينروث
- إدينالدو فيلغويرا
- إليو جاسباري
- إلسي ليسا
- إلفيرا لوباتو
- إثيفالدو ميلو دي سيكويرا
- فاطمة برناردز
- فاوستو سيلفا
- فرانسيسكو دي سيلز توريس هوميم
- فرانكلين تافورا
- جيلبرتو ديمنشتاين
- غلوريا ماريا
- جوستافو باروسو
- هيرالدو بيريرا
- جواو دو ريو
- خوسيه إيتامار دي فريتاس
- جوزيمار ميلو
- جويس كافالكانتي
- جوليانا سكاي
- لياندرو نارلوخ
- ليلين نيوبارث
- ليوناردو جاجليانو
- ليبيرو بادارو
- خطوط لوريفال
- لوسيوس دي ميلو
- لويس كريستوفاو دوس سانتوس
- مارسيا مينديز
- ماريا دا كونها
- ماريا إيناس ناصيف
- ماريا جوليا كوتينيو
- مانويل دي أراوجو بورتو أليغري
- مارينا كولاسانتي
- ماريو فيلهو
- موري كونيغ
- مينو كارتا
- موناليزا بيروني
- مونتيرو لوباتو
- ناتوزا نيري
- نارسيسو فيرنيزي
- نيلسون رودريغيز
- أوتو ماريا كاربو
- بالميريو دوريا
- باتريشيا بويتا
- باولو فرانسيس
- باولو هنريك أموريم
- باولو ماركيز
- بيدرو بلوخ
- بيريكليس أزامبوجا
- بيرسو أبرامو
- بوليانا ابريتا
- راشيل دي كيروز
- راشيل شهرزاد
- رينالدو أزيفيدو
- ريناتا فاسكونسيلوس
- ريكاردو أموريم
- ريكاردو بوشات
- ريكاردو كوتشو
- روبيم براغا
- روبرتو سيفيتا
- روزنتال ألفيس
- صموئيل وينر
- ساندرا أننبرغ
- سيباستياو نيري
- سيرجيو بواركي دي هولاندا
- سيرجيو دي سوزا
- سولانج بيباس
- سود مينوتشي
- سيلفيا دي أرودا بوتيلو بيتينكورت
- طارق صالح
- تيم لوبيز
- فلاديمير هيرتسوغ
- فالديمار كورديرو
- وليام بونر
- زيليدي سيلفا
- زوينير فنتورا